# Frederikshavn Handelsskole
Frederikshavn Handelsskole er en handelsskole i Frederikshavn i Nordjylland, der blev opført i 1917 af Hans Birk. Uddannelsesinstitutionen tilbyder EUD, EUC, HHX og 10. klasse.
Handelsskolen har fire studieretninger at vælge i mellem; økonomi, globalisering, iværksætteri og sprog.

## Historie
Handelsfolk fra området oprettede i 1897, en handelsuddannelse i Frederikshavn. Den fungerede som en aftenskole, hvor elever og lærlinge fik undervisning efter arbejdstiden.
I slutningen af 50'erne og starten af 60'erne, kom der afsked med det traditionelle landbrug. Handelsskolen fik i denne periode lokaler i Kirkegade i Frederikshavn, som tidligere huserede en gammel folkeskole.
I 1968 fik skolen sin første tilbygning.

## Studietur
Frederikshavn Handelsskole rejser hvert år til flere lande, og der har tidligere været besøgt bl.a. Bruxelles, Málaga, Barcelona, Rom, Kina, Höxter, Istanbul, Dublin, London mm.
1. ↑  Studieretninger - Frederikshavn Handelsskole
2. ↑  https://fhavnhs.dk/frederikshavn-handelsskole/om-frederikshavn-handelsskole/handelsskolens-historie/
3. ↑  HHX studieture - Frederikshavn Handelsskole

| Skole | Spire Denne artikel om en skole, en uddannelsesinstitution eller uddannelse er en spire som bør udbygges. Du er velkommen til at hjælpe Wikipedia ved at udvide den. |

57°26′24″N 10°32′20″Ø / 57.44°N 10.5389°Ø